# Salles-d’Aude
Salles-d’Aude (okzitanisch Salas d'Aude) ist eine französische Gemeinde mit 3280 Einwohnern (1. Januar 2022) im Département Aude in der Region Okzitanien. Sie gehört zum Arrondissement Narbonne und zum Gemeindeverband Le Grand Narbonne.

## Geografie

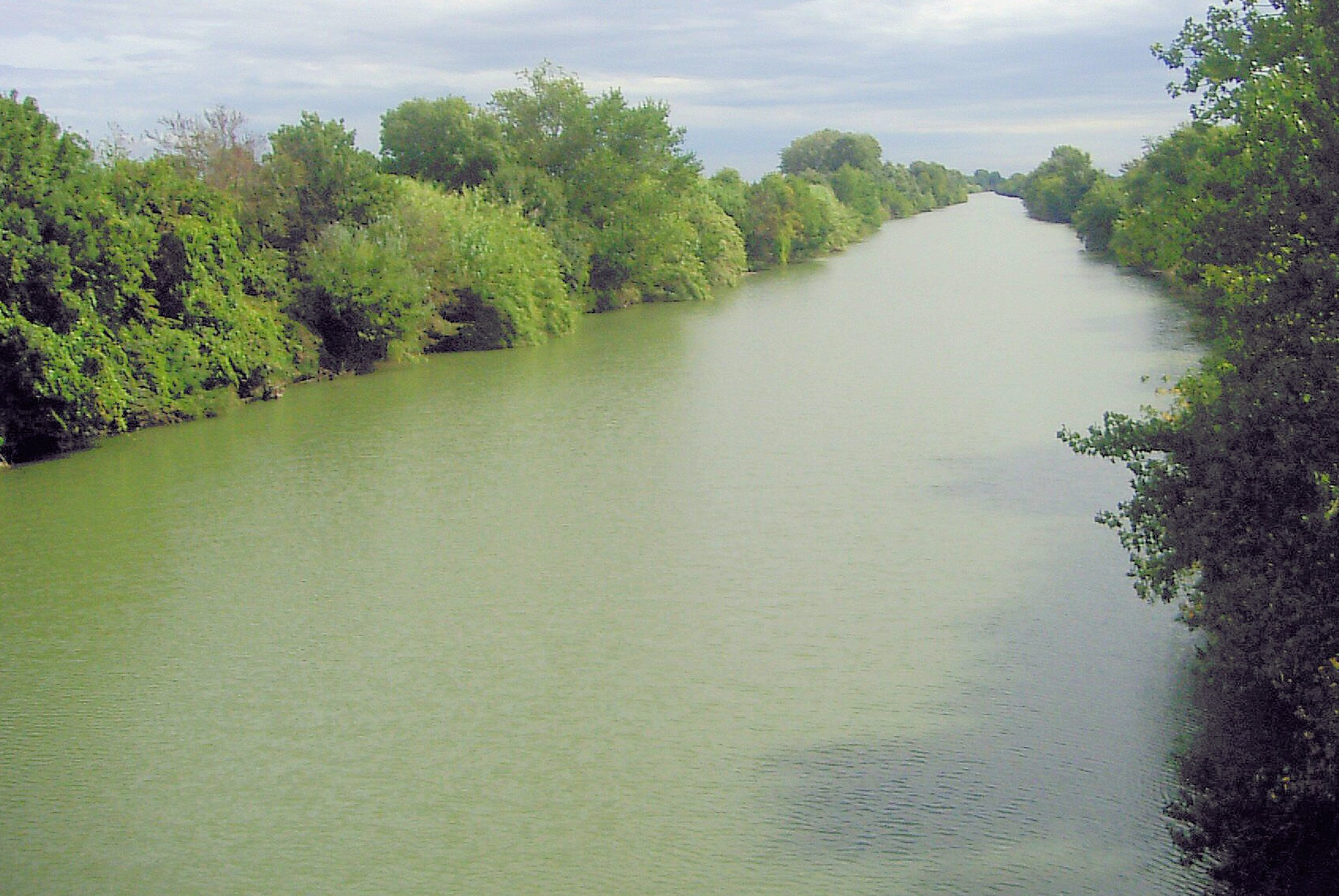
Die Aude bei Salles kurz vor der Mündung ins Meer

Die Gemeinde Salles-d’Aude liegt etwa zehn Kilometer nordöstlich von Narbonne und zehn Kilometer von der Mittelmeerküste entfernt. Das Gemeindegebiet erstreckt sich beiderseits des Flusses Aude und grenzt im Norden an das Département Hérault. Im Süden hat die Gemeinde einen kleinen Anteil an den Höhen des Massif de la Clape (auch Montagne de la Clape genannt). In den ausgedehnten Ebenen links und rechts der eingedeichten Aude wird Wein kultiviert, dessen Lagen zum kleinen Weinbaugebiet La Clape gehören, unmittelbar nordöstlich des Weinbaugebietes Corbières gelegen. Die Siedlung des Kernortes wird durch die Autobahn 9 (Rhônetal-spanische Grenze) vom direkt südöstlich angrenzenden Fleury getrennt. Zur Gemeinde gehören die Weiler Celeyran und Le Pech. Salles-d’Aude grenzt im Norden an Nissan-lez-Enserune, im Nordosten an Lespignan (Berührungspunkt), im Osten an Fleury, im Süden an Vinassan sowie im Westen an Coursan.

## Geschichte
Der Ort wurde im Jahr 966 erstmals als Salae erwähnt. Über Castrum de Salis (1322) und Salas bzw. Sallas und Salhas im 15. und 16. Jahrhundert änderte sich die Schreibung des Ortsnamens zu Salles (seit 1781).

### Bevölkerungsentwicklung
Die meernahe Lage und die geringe Entfernung zur Stadt Narbonne begünstigten einen stetigen Bevölkerungsanstieg. Durch Zuzug in neue Eigenheimsiedlungen rings um den alten Dorfkern wuchs die Bevölkerung seit den 1970er Jahren um mehr als das Doppelte.
| Jahr      | 1962 | 1968 | 1975 | 1982 | 1990 | 1999 | 2006 | 2014 | 2022 |
| Einwohner | 1258 | 1382 | 1395 | 1510 | 1710 | 1902 | 2342 | 3156 | 3280 |

Im Jahr 1806 wurde mit 626 Bewohnern die bisher geringste Einwohnerzahl ermittelt. Die Zahlen basieren auf den Daten von cassini.ehess und INSEE.

## Sehenswürdigkeiten
- Das Château de Céleyran, als historisches Denkmal (Monument historique) klassifiziert[3], gehörte den Eltern des französischen Malers Henri de Toulouse-Lautrec, der hier einen Teil seiner Kindheit verbrachte und das Anwesen auch später zu Erholungsaufenthalten nutzte.

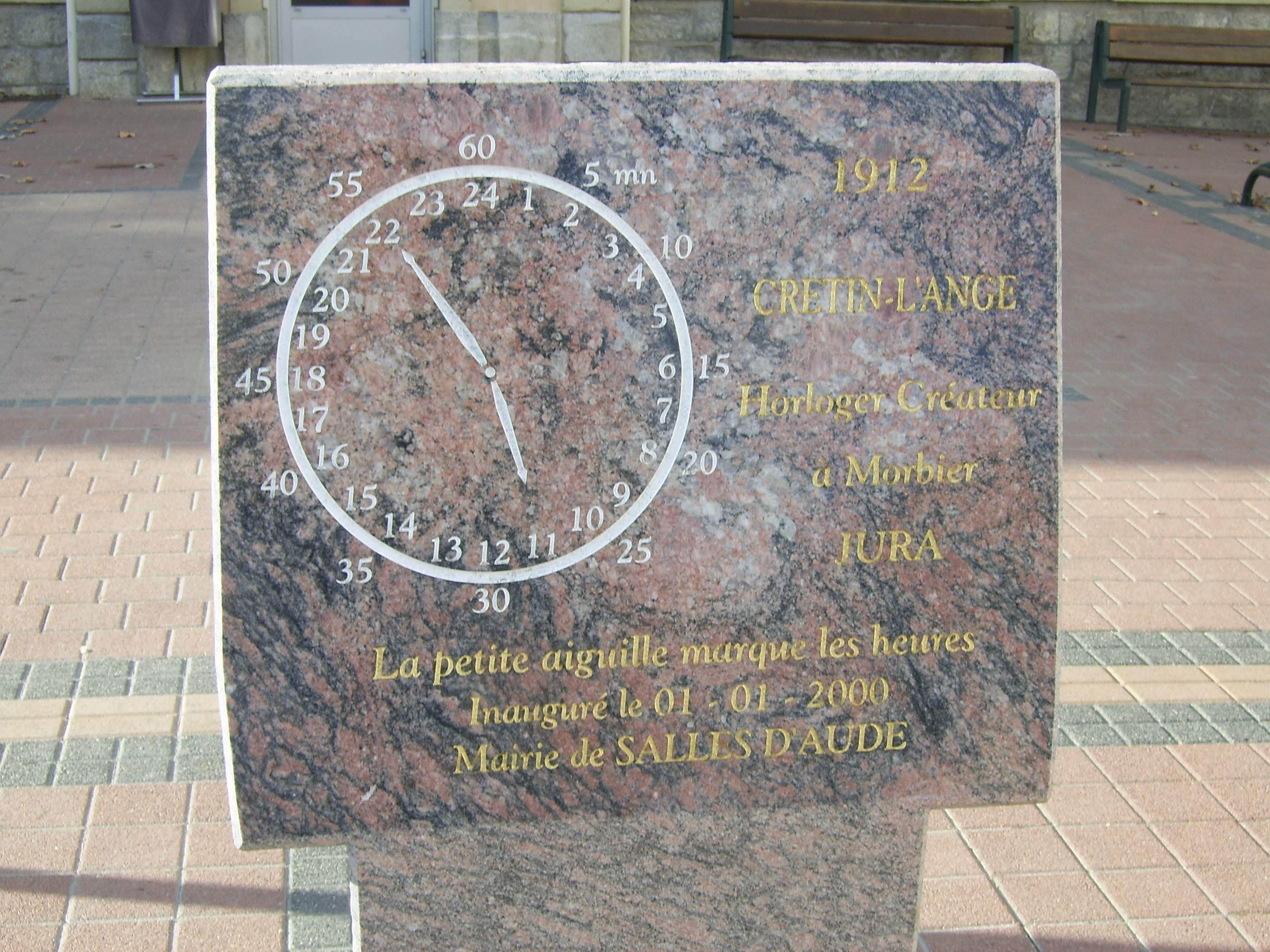
24-Stunden-Uhr vor dem Rathaus

## Wirtschaft und Infrastruktur
Neben vielen Dienstleistungsbetrieben spielen die Weingüter und die Anbieter touristischer Leistungen die Hauptrolle in Salles. Es gibt zwei Tankstellen, zwei Lebensmittelgeschäfte, zwei Bäckereien, zwei Bekleidungsgeschäfte, eine Metzgerei und einen Supermarkt. Darüber hinaus sind in der Gemeinde 156 Landwirtschaftsbetriebe ansässig, davon 143 Winzer, der Rest betreibt Getreide-, Gemüse- und Beerenanbau, Pferde- und Geflügelzucht.
In der nahen Nachbargemeinde Coursan besteht Anschluss an das überregionale Straßennetz sowie das Eisenbahnnetz (Strecke Bordeaux-Sète). Die Autobahn (A 9) führt zwar über das Gemeindegebiet von Salles, die nächsten Anschlüsse liegen aber in Narbonne und Béziers.

## Belege
1. ↑  Salles-d’Aude auf cassini.ehess
2. ↑  Salles-d’Aude auf INSEE
3. ↑  Eintrag in der Base Mérimée, einer Datenbank des französischen Kulturministeriums. Abgerufen am 20. Februar 2011 (französisch).
4. ↑  Landwirtschaftsbetriebe auf annuaire-mairie.fr (französisch)